# Rhode (Langelsheim)
Rhode ist ein Ortsteil des Fleckens Lutter am Barenberge innerhalb der Stadt Langelsheim im Landkreis Goslar, Niedersachsen. Der Weiler besteht aus nur etwa einem Dutzend Gebäuden.

## Geographie
Rhode liegt im nordwestlichen Harzvorland auf etwa 170 Metern ü. NN. Zweieinhalb Kilometer nördlich liegt die Ortsmitte von Lutter am Barenberge. Nauen liegt etwa eineinhalb Kilometer nordwestlich von Rhode. Das südwestlich gelegene Hahausen ist dreieinhalb Kilometer entfernt.
Rhode ist gänzlich von Feldern umgeben.

### Brandhai
Einen Kilometer südöstlich von Rhode liegt der Einzelhof Brandhai. Er ist von einer Landesstraße zwischen Lutter am Barenberge und Langelsheim oder von Rhode über schmale Feldwege zu erreichen.

## Geschichte

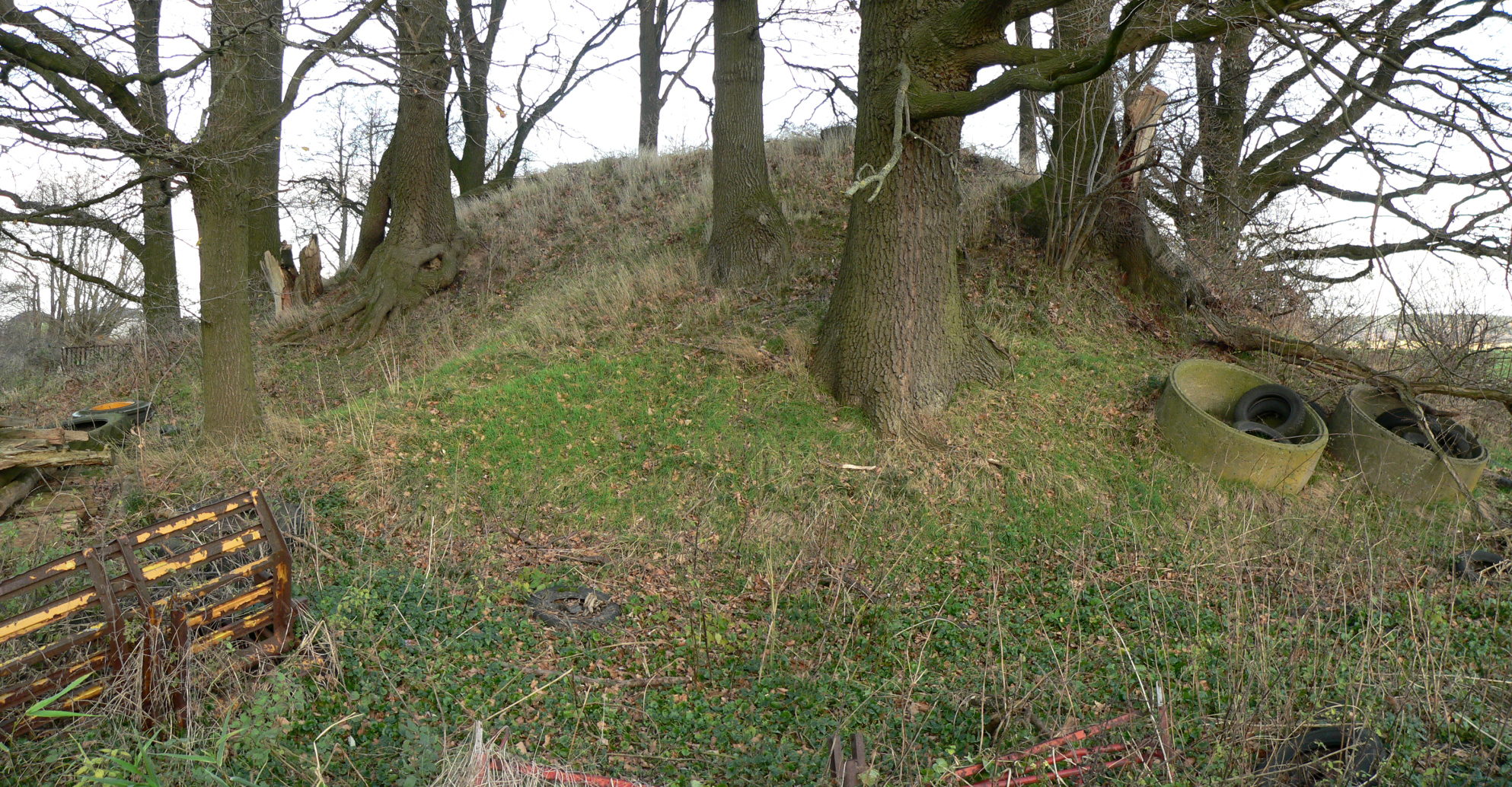
Burghügel der Burg Kahlenberg

In Rhode befand sich etwa im 11. und 12. Jahrhundert mit der Burg Kahlenberg eine Turmhügelburg, auch Motte genannt. Heute ist davon nur noch der Burghügel mit Burggraben vorhanden.
Außerdem finden sich um Rhode Schlackenplätze, die aus der Zeit vor dem 13. Jahrhundert stammen und auf eine Verhüttung von Blei und Silber aus dem Rammelsberg hinweisen.

## Wirtschaft und Infrastruktur

### Landwirtschaft
Die Landwirtschaft stellt die einzige im Ortsteil anzutreffende Wirtschaftsform dar. Direkt in Rhode bzw. am Brandhai befinden sich landwirtschaftliche Betriebe.

### Verkehrsanbindung
Rhode ist über eine kleine Zufahrtsstraße von der Bundesstraße 248 zwischen Lutter am Barenberge und Hahausen aus zu erreichen.